# タリサイ (セブ州)
タリサイ（英語: Talisay）は、フィリピン中部中部ビサヤ地方に属するセブ州内の都市で、州都セブを中核とするメトロ・セブを構成する都市でもある。

## 概要
セブ市の南に隣接していて風光明媚、ワニ園などがあり、観光客や移住者も多い。2010年現在の人口は約20万人。

## 歴史
- 2021年12月16日 - ミンダナオ島に上陸した台風22号（令和3年台風第22号）の強風により、市内で多数の建物が倒壊するなどの被害[2]。